# Марфівка (Керченський район)
Ма́рфівка (до 1860 року — Давут-Елі, крим. Davut Eli) — село в Україні, у Керченському районі Автономної Республіки Крим. Неподалік села протікає річка Узунлар, від назви села походить також назва місцевого Марфівського озера.

## Археологічні розвідки
Неподалік Марфівки виявлено залишки поселення доби пізньої бронзи, тут же і поблизу Новоселівки — двох античних поселень IV—III ст. до н. ери.

## Історія
Станом на 1886 рік у болгарській колонії Марфівка Кишлавської волості Феодосійського повіту Таврійської губернії мешкало 695 осіб, налічувалось 61 дворове господарство, існували православна церква, школа та лавка.
За переписом 1897 року кількість мешканців зросла до 1358 осіб (712 чоловічої статі та 646 — жіночої), з яких 1300 — православної віри.

## Постаті
- Ібадуллаєв Ленур Алімович (1992—2018) — боєць Добровольчого Українського Корпусу. Учасник російсько-української війни.